# 織田信実
織田 信実（おだ のぶざね）は、戦国時代の武将。織田氏の家臣。通称は四郎次郎。

## 生涯
尾張国の織田弾正忠家の当主・織田信定の四男として誕生。
天文11年（1542年）8月10日の小豆坂の戦いに、兄・信秀に従軍し活躍した（『信長公記』による）。
養子に迎えた信昌（織田信光の子）が第三次長島攻めで戦死している。孫娘（津田長義の娘）は福島正則に嫁し、孫の多くが福島家臣になっている（『津田系譜』）。